# Coppa delle nazioni del Golfo 1992
La Coppa delle Nazioni del Golfo 1992, 11ª edizione del torneo, si è svolta in Qatar dal 27 novembre al 10 dicembre 1992. È stata vinta dal Qatar.

## Squadre partecipanti
- Oman
- Emirati Arabi Uniti
- Bahrein
- Kuwait
- Qatar(ospitante)
- Arabia Saudita

## Classifica Finale
| Team                | Pld | W | D | L | GF | GA | GD | Pts |
| ------------------- | --- | - | - | - | -- | -- | -- | --- |
| Qatar               | 5   | 4 | 0 | 1 | 8  | 1  | +7 | 8   |
| Bahrein             | 5   | 3 | 0 | 2 | 6  | 4  | +2 | 6   |
| Arabia Saudita      | 5   | 3 | 0 | 2 | 6  | 4  | +2 | 6   |
| Emirati Arabi Uniti | 5   | 3 | 0 | 2 | 4  | 3  | +1 | 6   |
| Kuwait              | 5   | 2 | 0 | 3 | 5  | 8  | -3 | 4   |
| Oman                | 5   | 0 | 0 | 5 | 1  | 10 | -9 | 0   |